# Enrico Pavoni

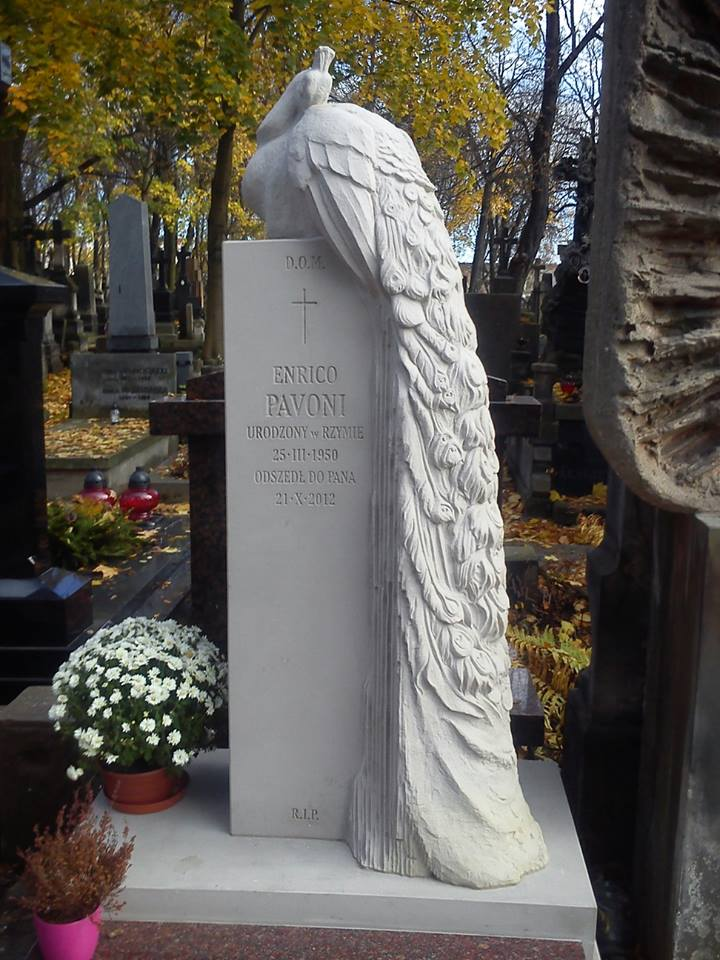
Nagrobek Enrico Pavoniego

Enrico Pavoni (ur. 25 marca 1950 w Rzymie, zm. 21 października 2012) – włoski przedsiębiorca, prezes Fiat Auto Poland w latach 2002–2012, wiceprzewodniczący Polskiej Konfederacji Pracodawców Prywatnych "Lewiatan", prezes Polskiego Związku Motoryzacji i Artykułów Przemysłowych. Wiceprzewodniczący rady nadzorczej banku Pekao SA (członek rady od 1999). 
Pochodził z Rzymu. Z Fiatem był związany od 1969 r., pracując początkowo w zespole odpowiedzialnym za budowę Wołżańskiej Fabryki Samochodów, która na podstawie podpisanej w maju 1966 r., umowy (licencja Fiata 124) w kwietniu 1970 rozpoczęła produkcję samochodu WAZ 2101 Żiguli.
W późniejszym okresie od 1973 r., zajmował się sprzedażą użytkową pojazdów produkcji koncernu Fiata, na terenie Europy Wschodniej. Od 1978 do 1990 piastował funkcję dyrektora przedstawicielstwa Fiata w Polsce, następnie przez dwa lata kierował przedstawicielstwem w Moskwie, a potem ponownie objął przedstawicielstwo w Polsce, kierując nim aż do śmierci. Był członkiem zespołu Fiata negocjującego w 1992 r., umowę o przejęciu przez Fiata majątku Fabryki Samochodów Małolitrażowych produkującej auta na licencji Fiata. Stronę polską reprezentował minister finansów Andrzej Olechowski. Efektem transakcji było powstanie Fiat Auto Poland produkujący samochody oraz polskie spółki firm z grupy Fiata Magneti Marelli (części samochodowe) i Teksid (metalurgia).
Od 1992 r., wiceprzewodniczący rady nadzorczej Fiat Auto Poland. W latach 1995–2012 prezes spółki Fiat Polska. Pavoni nadzorował między innymi przejęcie płockiej Fabryki Maszyn Żniwnych im. Marcelego Nowotki „Agromet” przez spółkę New Holland z grupy Fiata. W latach 2002–2012 prezes Fiat Auto Poland.
Pochowany na cmentarzu Powązkowskim w Warszawie (kwatera 166-6-21).

## Odznaczenia
- Odznaka Orderu Zasługi Rzeczypospolitej Polskiej (1991)
- Krzyż Oficerski Orderu Zasługi Republiki Włoskiej (2001)
- Krzyż Komandorski Orderu Zasługi Rzeczypospolitej Polskiej (2004)[2]